# Streptopelia capicola
Streptopelia capicola là một loài chim trong họ Columbidae.